# Västfront
Västfront var ett årligt arrangemang anordnat av Näringslivet i Uddevalla mellan åren 1998 och 2005 för näringslivet i Västsverige med cirka 600 besökare varje år.